# Sohodol (Alba)
Sohodol (ungarisch Aranyosszohodol) ist eine rumänische Gemeinde im Kreis Alba in der Region Siebenbürgen.

## Geographische Lage

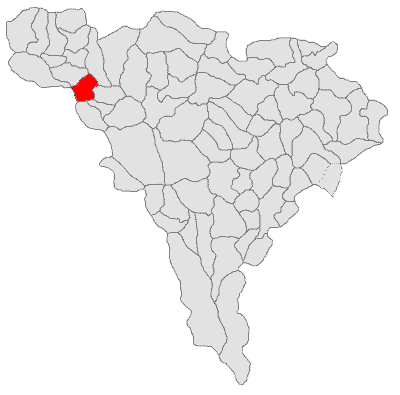
Lage der Gemeinde Sohodol im Kreis Alba

Die Gemeinde Sohodol liegt mit ihren 31 Dörfern und Weilern im Südwesten des Motzenlandes, zwischen den Ausläufern des Bihor- (Munții Bihorului) und des Siebenbürgischen Erzgebirges (Munții Metaliferi). Am gleichnamigen Fluss Sohodol – einem rechten Zufluss des Arieș –, liegt der Ort Sohodol an der Kreisstraße (Drum județean) DJ 750A, 5 Kilometer südwestlich von Câmpeni (Topesdorf); die Kreishauptstadt Alba Iulia (Karlsburg) liegt etwa 86 Kilometer südöstlich entfernt.

## Geschichte
Der Ort Sohodol wurde erstmals 1805 unter der ungarischen Bezeichnung Szohodol urkundlich erwähnt.

## Bevölkerung
Die Bevölkerung der Gemeinde entwickelte sich wie folgt:
| 1850 | 3.281 | 3.270 | -  | - | 11  |
| 1900 | 4.642 | 4.608 | 21 | 2 | 11  |
| 1930 | 4.793 | 4.784 | 3  | - | 6   |
| 1966 | 3.396 | 3.348 | 1  | - | 47  |
| 2002 | 2.085 | 2.066 | -  | - | 19  |
| 2021 | 1.540 | 1.423 | 2  | - | 115 |

Die höchste Einwohnerzahl der heutigen Gemeinde – und gleichzeitig die der Rumänen – wurde 1930 ermittelt. Die höchste Bevölkerungszahl der Deutschen (6) wurde 1880, der Ungarn (35) 1910 und die der Roma 1966 registriert. Darüber hinaus bezeichnete sich 2002 ein Einwohner als Ukrainer.

## Sehenswürdigkeiten
- In der Umgebung der Gemeinde liegen zahlreiche touristische Ausflugsziele des Bihor- und Siebenbürgischen Erzgebirges.